# Парк Ха-Яркон
Ха-Яркон (ивр. פארק הירקון‎) — один из крупнейших городских парков в Израиле, ежегодно парк посещают около шестнадцати миллионов человек. Площадь парка — 3750 дунамов. Парк расположен в Тель-Авиве.
Через парк проходит «тропа Израиля» (швиль исраэль).

## Достопримечательности
Парк разбит на несколько тематических садов:
Ган ха-Баним (мемориал в виде сада, посвященный погибшим израильским воинам); Ган Нифгаей ха-Терор (мемориальная парковая зона в память о жертвах террора); Ган ха-Слаим (Сад камней); Ган ха-Кактусим (Сад кактусов); Ган ха-Тропи (Сад тропических растений); Ган ха-Газум (Подстриженный сад).

## Фауна
В части реки Яркон, которая протекает через национальный парк, обитает множество животных.
В этом участке реки ещё можно увидеть ярконского леща — небольшую серебристую рыбку длиной около 7 см и весом около 15 граммов, семейства карповых. Это эндемик региона, он является исчезающим видом.
Кроме того, в реке обитают африканский трионикс (Trionyx triunguis), африканский клариевый сом (Clarias gariepinus), галилейская тиляпия (Sarotherodon galilaeus), обыкновенная гамбузия (Gambusia affinis), а также нутрии (Myocastor doypus), которые питаются растительностью, растущей в реке и на берегах.
Выше по течению обитают камышовый кот (Felis chaus) и индийский дикобраз (Hystrix indica). В участках с пресной и сточной водой можно увидеть черепаху Mauremys rivulata. Вдоль реки обитает множество видов водоплавающих птиц, таких как лысуха (Fulica atra), кряква (Anas platyrhynchos) и камышница (Gallinula chromopus). В окрестностях реки, в густой растительности и на деревьях обитают вороны, соколы, индийские кольчатые попугаи (Psittacula krameri) и множество певчих птиц.
В парке водится большое количество шакалов.